# Hymenodon sphaerothecius
Hymenodon sphaerothecius là một loài rêu trong họ Rhizogoniaceae. Loài này được Besch. mô tả khoa học đầu tiên năm 1873.